# Сан Ђузепе (Катанија)
Сан Ђузепе је насеље у Италији у округу Катанија, региону Сицилија.
Према процени из 2011. у насељу је живело 46 становника. Насеље се налази на надморској висини од 201 м.